# 穆尔迦 (阿拉巴马州)
穆尔迦（英語：Mulga）是美国阿拉巴马州下属的一座城市。面积约为0.62平方英里（约合1.59平方公里）。根据2010年美国人口普查，该市有人口836人，人口密度为1,359.35/平方英里（约合525.79/平方公里）。